# J1407 b
J1407 b è una nana bruna errante che ha transitato attorno alla stella J1407. Scoperto nel 2012, è divenuto di grande interesse scientifico nel 2015 quando è stato definito il suo corposo anello planetario di 120 milioni di chilometri (pari a 0,8 UA). È stato solo di recente che quella bufala virale del pianeta e il suo anello planetario sono state sfatate, l'anello gigante di cui si parlava era un disco protoplanetario di una nana bruna. Questo oggetto è comunque di grande interesse, visto che fu un pianeta errante che entro in un sistema solare. A quei tempi è stato il primo pianeta con anelli ad essere scoperto oltre il sistema solare ed è il più grande fra quelli conosciuti.
Dopo il suo transito, J1407 b non fu più visto. 
Nel suo evolvere, J1407 b fece propria stella madre una stella variabile, per tale motivo quest'ultima viene anche chiamata V1400 Centauri, di conseguenza il pianeta ha preso anche il nome V1400 Centauri b. Altri nomi meno usati sono 1SWASP J1407b e 1SWASP J140747.93−394542.6 b.

## Scoperta
L'oggetto è stato scoperto nel 2012 con il metodo dei transiti. Ogni 54 giorni J1407 b eclissa, per chi la osserva dalla terra, la propria stella: una giovane nana arancione di tipo spettrale K5V con dimensioni paragonabili al Sole (e una massa, stimata del 90% di quella del Sole). L'eclissi però è anomala, non uniforme, ed è stato proprio questo a far scoprire agli osservatori l'enorme sistema di anelli.
Nel 2015 è stata definita con più accuratezza la dimensione del pianeta (20±9 MJ) e del sistema di anelli (0,8 UA): all'inizio si pensava che il pianeta fosse molto più grande (13-75 MJ), una nana bruna a tutti gli effetti, e che l'anello fosse più piccolo (90 milioni di chilometri, pari a 0,6 UA). In questo periodo viene anche suggerita la presenza di un satellite posto a circa metà strada nel vasto complesso di anelli planetari.

## Caratteristiche
Si tratta di un gigante gassoso di enorme massa e non è quindi chiaro se si tratti di un pianeta o piuttosto di una nana bruna; è circondato da un massiccio complesso di anelli e si pensa che possa avere almeno un satellite naturale, grande circa come Marte. 

### L'anello planetario
Il complesso sistema di anelli di J1407 b raggiunge un'estensione di 120 milioni di chilometri (circa il doppio della distanza tra il Sole e Mercurio, appena 30 milioni di chilometri in meno della distanza tra la Terra e il Sole): 200 volte l'ampiezza di quelli di Saturno. Si stima che la massa complessiva di tutti gli anelli sia pari a quella della Terra. 
L'enorme anello di polveri è così fitto ed esteso che quando si pone tra gli osservatori e la sua stella madre, ne blocca per giorni la luce emessa fino al 95%. A circa 60 milioni di chilometri dal pianeta è presente una netta separazione nel complesso di anelli, indizio della presenza di un possibile satellite naturale.
J1407 b è molto giovane, come la sua stella madre, una stella pre-sequenza principale la cui età è stimata in 16 milioni di anni. Gli studiosi attribuiscono proprio a questa giovinezza la presenza di un sistema di anelli così imponente che nei prossimi milioni di anni è destinato ad assottigliarsi, formando satelliti naturali che inizieranno ad orbitare attorno al pianeta stesso. Una recente scoperta però ha evidenziato che la rotazione degli anelli è nel verso opposto a quella del pianeta, fenomeno molto raro dovuto certamente ad un evento catastrofico che ha fatto cambiare verso di rotazione al pianeta o al suo anello. Simulazioni al computer effettuate dagli scienziati hanno mostrato la stabilità degli anelli per un periodo di almeno 110.000 anni, equivalente a 10.000 orbite del pianeta attorno alla stella.